# Cuevas de Bazar
Cuevas de Bazar (también escrito Cuevas de Bāzār) es el nombre que reciben unas cavidades que se encuentran en el Khyber en las montañosas Áreas Tribales Administradas Federalmente al norte del país asiático de Pakistán, muy cerca de la frontera con Afganistán.
A 900 metros al noreste se encuentran las ruinas de Kafir Kot, y a 2 kilómetros al noroeste esta Wulenao Kindao. Las cuevas se localizan en un área con una elevación promedio de 557 metros (1827 pies).